# Philipp Bouhler
Philipp Bouhler (München, 11 september 1899 - Altaussee of nabij Dachau, 19 mei 1945), was een nationaalsocialistische politicus. Hij was een Reichsleiter van de NSDAP, chef van de Kanzlei des Führers of kort KdF, publicist en SS-Obergruppenführer der Allgemeine-SS en gevolmachtigde voor de Aktion T4, het systematische vermoorden van zieken en gehandicapten.

## Biografie

### Jeugd en opleiding
Philipp Bouhler was een zoon van Emil Bouhler, een Oberst in het Beiers leger. Vanaf 1917 was hij Chef van het Beierse Ministerie van Oorlog. Na zijn lagere school volgde hij van 1909 tot 1912 school op het Maximiliansgymnasium in München. Tussen 1912 en 1916 zat hij in het cadettenkorps en op 6 juli 1916 zat hij als Fanhnenjunker in het 1. Fußartillerie-Regiment „vakant Bothmer“ van het Beierse leger. In juli 1917 werd hij bevorderd tot Leutnant. Op 8 augustus 1917 raakte hij zwaargewond bij gevechten rond Arras in Frankrijk. Deze verwonding leidde tot een blijvend loopprobleem. De medische behandeling hiervan duurde tot 1920.
In 1919 legde Bouhler het Notabitur af. In hetzelfde jaar was hij korte tijd lid van het Deutschvölkischen Schutz- und Trutzbundes. In 1919 en 1920 studeerde hij filosofie en Duits aan de universiteit van München. Na vier semesters brak hij de studies af. In oktober 1921 werkte hij tijdelijk bij de Völkische Bewegung en organiseerde de uitgeverij van J. F. Lehmann. Hij werkte tevens bij een andere uitgeverij die het tijdschrift van de Duitse Touring Clubs uitgaf.

### Toetreding tot de NSDAP
In november 1921 werd Bouhler door Max Amann aangesteld als uitgever en lettertypebeheerder voor de advertentierubriek van de Völkischer Beobachter. In juli 1922 werd Bouhler lid van de NSDAP, hij werd de tweede Geschäftsführer van de partij.
Tijdens de Bierkellerputsch op 9 november 1923 speelde Bouhler een bijrol.
Tijdens het verbod van de NSDAP was hij Geschäftsführer van de Ersatzorganisation Großdeutsche Volksgemeinschaft en gelijktijdig de lettertypebeheerder van de krant 'Der Nationalsozialist'. Na de heroprichting van de NSDAP, werd hij op 27 februari 1925 opnieuw lid van de partij.
Van 27 maart tot 17 november 1934 was Bouhler Reichsgeschäftsführer van de NSDAP in München. In deze functie was hij voor de centrale coördinatie van de partij verantwoordelijk. Hoewel Bouhler nog steeds tot de naaste vertrouwelingen van Hitler behoorde, lukte het hem niet om zijn machtspositie te behouden. Ten koste van Bouhler konden Rudolf Hess als privésecretaris van Hitler en Gregor Strasser sinds 1926 als Rijksorganisatieleider hun posities in het partijapparaat verder uitbouwen.
Tussen 1926 en 1930 werkte Bouhler ook voor de Illustrierter Beobachter.
In mei 1928 ondertekende Bouhler het oprichtingsprotocol voor het Nationalsozialistische Gesellschaft für deutsche Kultur (NGDK). Deze vereniging werd nog in hetzelfde jaar hernoemd in Kampfbund für deutsche Kultur (KfdK) en stond onder de leiding van de partijideoloog Alfred Rosenberg.

### Vooroorlogse periode
Na de machtsovername werd Bouhler op 5 maart 1933 voor Kieskring Westfalen-Süd gekozen in de Rijksdag, waarvan hij tot het einde van de Tweede Wereldoorlog lid zou zijn. Op 20 april 1933 trad Bouhler toe tot de Allgemeine-SS en kreeg de rang van een SS-Gruppenführer. Op 30 januari 1936 volgde de bevordering tot SS-Obergruppenführer. Op 2 juni 1933 werd Bouhler Reichsleiter van de NSDAP. Verdere benoemingen waren minder belangrijk zoals het lidmaatschap in de hoogste Nationale Sportinstantie voor het Duitse Gemotoriseerd Transport en als plaatsvervanger van de motorsportbelangen van de SS in 1933. Evenals in de Reichskulturkammer en de Reichspressekammer respectievelijk vanaf 15 november 1933 en de Academie voor Duitse Recht op 19 september 1934.
Op 29 augustus 1934 werd Bouhler tot hoofdcommissaris van politie in München benoemd, echter trad hij nooit aan als hoofdcommissaris omdat hij in september 1934 naar Berlijn werd ontboden en op 17 november 1934 tot Chef van de nieuwe kanselarij van de Führer (KdF) werd benoemd. Deze instantie zou als privékanselarij de leidersrol van Hitler gaan benadrukken. Hierin werden de aan Hitler gerichte gratieverzoeken en klachten behandeld en ook de privéaangelegenheden van Hitler.
Bouhler ontwikkelde interesse in literatuur en journalistiek. In januari 1934 was Bouhler reeds belast met de cultuuropgave in de staf van de plaatsvervanger van de Führer, Rudolf Hess. Op 16 april 1934 was Bouhler voorzitter van de Parteiamtlichen Prüfungskommission zum Schutze des nationalsozialistischen Schrifttums (PPK). Op 4 april 1936 werd hij tot Rijkscultuursenator benoemd. Op 3 december 1937 werkte hij ook als gevolmachtigde van de Führer voor het bewerken van de geschiedenis van de NS-beweging.
Bouhler schreef meerdere boeken, waarvan sommige in meerdere talen werden vertaald zijn. In 1932 verscheen: Adolf Hitler: Das Werden einer Volksbewegung, in 1938: Kampf um Deutschland: een lesboek voor de Duitse jeugd. De in 1941 gepubliceerde titel Napoleon: Kometenbahn eines Genies, zou favoriete literatuur van Hitler geweest zijn.

### Bouhler als gevolmachtigde van de NS-euthanasie
Vanaf juli 1939 speelde de door Bouhler geleide Kanselarij van de Führer (KdF) in de planning en voorbereiding van de zogenaamde Aktion T4 (conform NS-eufemisme “actie genadedood” genoemd), de massadoding van psychiatrische zieken en gehandicapten, een centrale rol. De KdF werd als hoofdkwartier gekozen omdat hier de verzoeken voor de handhaving van het trouwverbod volgens de rassenwetten van Neurenberg en de gedwongen sterilisatie volgens de wet ter voorkoming van erfelijke ziekten in de volgende generatie werden behandeld. Bovendien was Hans Hefelmann van het KdF met de organisatie van de zogenaamde kinder-“euthanasie” belast. Een brief van Hitler, gedateerd 1 september 1939 en waarschijnlijk in oktober geschreven, noemt Philipp Bouhler en Hitlers begeleidend arts Karl Brandt als belast met de uitvoering van de “euthanasie”.
Bouhler nam deel aan vergaderingen in de voorbereidingsfase van Aktion T4. Ook was hij in januari 1940 getuige toen in het oude tuchthuis in Brandenburg de vertegenwoordigers van de bestuursorganisaties in de gezondheidszorg en hoge functionarissen van de Aktion T4 een “proefdoding” door het vermoorden van mensen in een gaskamer en doding door injectie bijwoonden. Ondanks de geheimhouding van Aktion T4 werden de moorden op de gevangenen bekend en leidde dit tot een verzoekschrift aan het justitieel gezag. Lothar Kreyssig, toenmalig voogdijrechter in de stad Brandenburg, diende in de zomer van 1940 een aangifte wegens moord in tegen Bouhler, maar deze werd niet verder vervolgd. Bouhler ontmoette meerdere malen Rijksjustitieminister Franz Gürtner, overhandigde hem op 27 augustus 1940 een volmachtbrief van Hitler en verklaarde aan de minister op 5 september 1940 schriftelijk:
“Op basis van de volmacht van de Führer heb ik als enige verantwoordelijke voor de uitvoering van de te nemen maatregelen slechts de mij daarvoor noodzakelijke instructies aan mijn medewerkers gegeven. Daarnaast lijkt mij het uitvaardigen van nadere, schriftelijk vast te leggen uitvoeringsbepalingen niet meer nodig."
Minister van propaganda Joseph Goebbels schreef op 31 januari 1941 in zijn dagboek: “Met Bouhler de kwestie van de geruisloze liquidatie van geesteszieken besproken. 40.000 zijn weg, 60.000 moeten nog weg. Dit is een harde, maar ook een noodzakelijke klus. En die moet nu gedaan worden." In de eigenlijke organisatie van de Aktion T4, waarvoor meerdere mantelorganisaties werden opgericht, trad Bouhler zelden naar voren. Gezichtsbepalend was hier Viktor Brack, Bouhlers plaatsvervanger in de Kanselarij van de Führer.
Bouhler ondertekende op 30 januari 1941 en op 10 maart 1941 de richtlijnen aan de hand waarvan de artsen van de Aktion T4 in de zogenaamde “beoordelingen” beslisten over de selectie van de te doden patiënten. Op bevel van Hitler werd de Aktion T4 in zijn vorm tot nu toe op 24 augustus 1941 - vijf dagen voor de première van de “Euthanasie”-propagandafilm Ich klage an stopgezet. Maar in werkelijkheid werden de kinder-“euthanasie” en de moorden in de zorg en verzorgingstehuizen door systematische ondervoeding en overdosering van medicatie in de zogenaamde Aktion Brandt voortgezet. Waarschijnlijk werden er meer dan 100 leden van het T4-personeel tot aan de zomer van 1942 naar een vernietigingskamp in Polen in de zogenaamde 'Aktion Reinhard' overgeplaatst.
Deze groep van personen was aan Odilo Globocnik militair ondergeschikt, maar het personeel bleef verantwoording schuldig aan de Kanselarij van de Führer. Volgens latere verklaringen van Viktor Brack in het Artsenproces waren Bouhler en hij in september 1941 bij Odilo Globocnik, en nog een andere ontmoeting vond plaats in april 1942.

### Machtsafname in 1942
Vanaf 1942 verloor Philipp Bouhler meer en meer zijn invloed, de partijkanselarij onder Martin Bormann kreeg van Hitler bevoegdheden toegekend, die tot dat moment bij Bouhlers Kanselarij van de Führer lagen. De door hem geleide onderzoekscommissie ter bescherming van de nationaalsocialistische literatuur (PPK) werd in januari 1943 in het Toezichtsamt van Alfred Rosenberg opgenomen en stond daarmee niet meer onder Hitlers directe toezicht.
Bouhler had al in juni 1940, toen nog tevergeefs, bij Hitler om een aanstelling in de Duitse koloniën gevraagd. Na overleg in de kring rond Himmler werd Bouhler de positie gouverneur-generaal in het toekomstige Duitse kolonierijk in Oost-Afrika in het vooruitzicht gesteld, waarbij kennelijk een verband met het zogenaamde Madagaskarplan van het Auswärtiges Amt en het Reichssicherheitshauptamt bestond. Het eiland in de Indische Oceaan zou onder de Duitse politiebevoegdheid getransformeerd worden tot een “Jodenreservaat”. Vanaf juni 1942 was Bouhler de leider van de Einsatzstabes Oost-Afrika, de zogenaamde organisatie Sisal. Bouhler zou het ambt van gouverneur van Oost-Afrika en de overname van een nog te creëren Rijkskoloniaalministerie nagestreefd hebben. Hij raakte daarbij wel in conflict met Ernst Wilhelm Bohle van de Auslandsorganisation, die voor zich het “voorrecht” van het “leiderschap over mensen in de koloniën” claimde. Gegeven het verdere verloop van de Tweede Wereldoorlog bleef het koloniënplan een fictie.
In 1943 ontving hij van Hitler een dotatie van 100.000 Reichsmark.

### Einde van de oorlog
Volgens opgave van Werner Best verbleven Bouhler en Brack in januari 1945 in Denemarken, om daar onder de bezettingssoldaten te zoeken naar troepen voor het front. Aan het einde van de oorlog sloot Bouhler zich aan bij de groep rondom Hermann Göring. In het kielzog van Göring verliet hij in april 1945 Berlijn. Op 23 april 1945 werd Göring bij Berchtesgaden op bevel van Hitler door de SS gearresteerd en uit al zijn functies ontheven. Na Hitlers zelfmoord op 1 mei 1945 werd Bouhler weer vrijgelaten. Op 9 mei 1945 sloten Amerikaanse troepen Bouhler samen met de Göring-groep op in slot Fischhorn bij Zell am See. Op 19 mei 1945 werd Philipp Bouhler gearresteerd. Op weg naar het interneringskamp Dachau, pleegde Bouhler kort voor zijn aankomst met behulp van een met waterstofcyanide gevulde capsule zelfmoord.
Hij werd begraven in een massagraf in het concentratiekamp Dachau.

## Familie
Bouhler trouwde met Helene Majer (20 april 1912, Lauingen) op 18 augustus 1934. Het echtpaar had geen kinderen. Zij pleegde ook zelfmoord door uit een raam van het Slot Fischhorn te springen.

## Carrière
Bouhler bekleedde verschillende rangen in zowel de Allgemeine-SS als Waffen-SS. De volgende tabel laat zien dat de bevorderingen niet synchroon liepen.
| Datums          | Beiers leger               | Allgemeine-SS        | NSDAP                  |
| --------------- | -------------------------- | -------------------- | ---------------------- |
| 6/15 juli 1916  | Fahnenjunker-Unteroffizier | —                    | —                      |
| 30 juli 1917    | Leutnant                   | —                    | —                      |
| 20 april 1933   | —                          | SS-Gruppenführer     | —                      |
| 2 juni 1933     | —                          | —                    | Reichsleiter der NSDAP |
| 30 januari 1936 | —                          | SS-Obergruppenführer | —                      |

## Lidmaatschapsnummers
- NSDAP-nr.: 12[8] (lid geworden in 1921[8][12])
- SS-nr.: 54 932[12] (lid geworden 20 april 1933[8])

## Decoraties
Selectie:
- Gouden Ereteken van de NSDAP[11][12] in 1933[5][14]
- IJzeren Kruis 1914, 2e Klasse[12] in 1917[5][14]
- Dienstonderscheiding van de NSDAP in goud[12][14]
- Gewondeninsigne 1918 in zwart[12] in 1918[14]
- Bloedorde[11][12] (nr.29[14]) op 9 november 1934[5][14]
- Orde van Militaire Verdienste, 4e Klasse  met Zwaarden[14] in 1917[5]
- Ehrenwinkel der Alten Kämpfer[11] in 1934[15]
- Gouden Ereteken van de Hitlerjeugd op 11 september 1938[11]

## Externe link

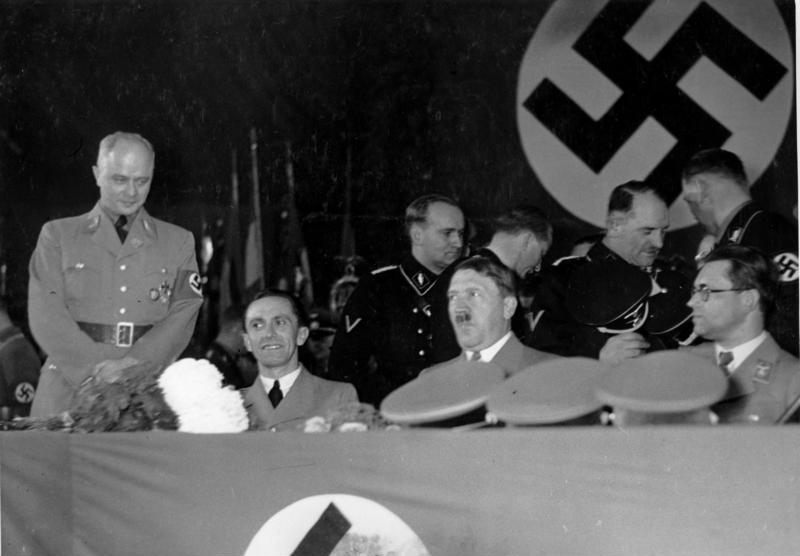
Viering 10-jarig bestaan Gouw Berlijn, v.l.n.r. Artur Görlitzer, Joseph Goebbels, Adolf Hitler, Philipp Bouhler en in de achtergrond Sepp Dietrich.
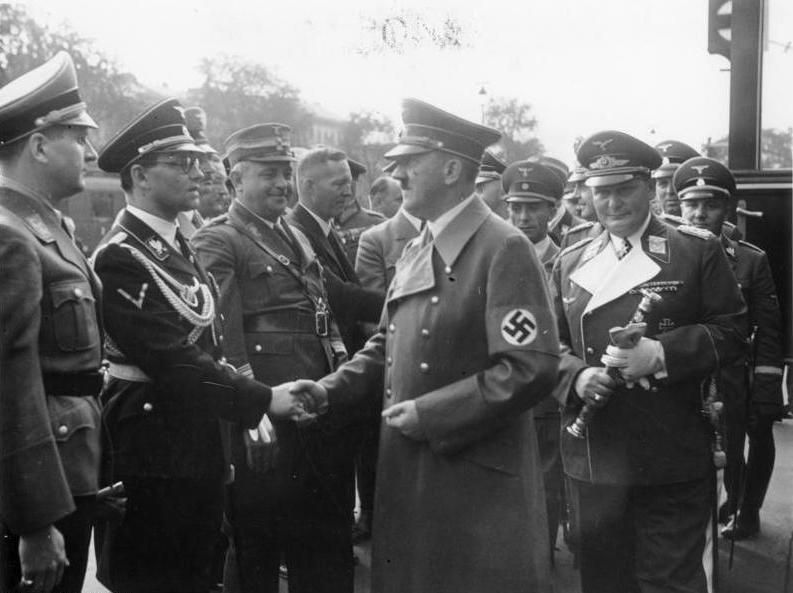
Bouhler ontmoet Hitler in München, 1938
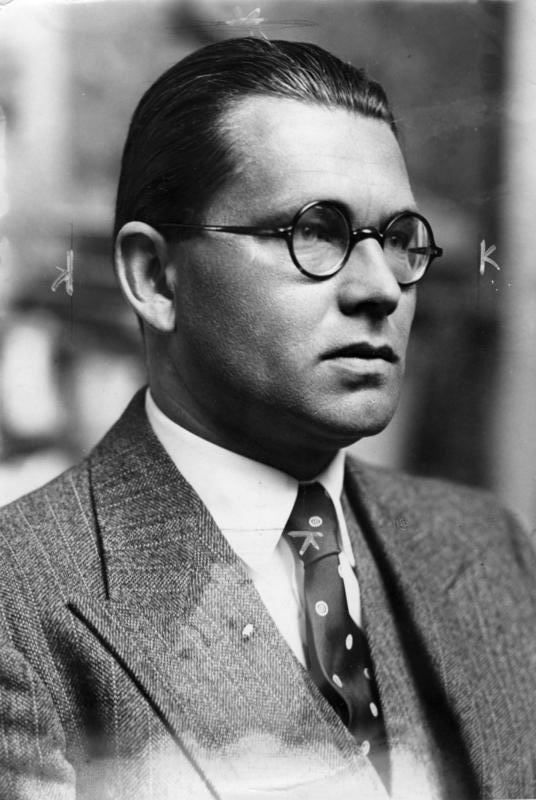
Philipp Bouhler, 1938
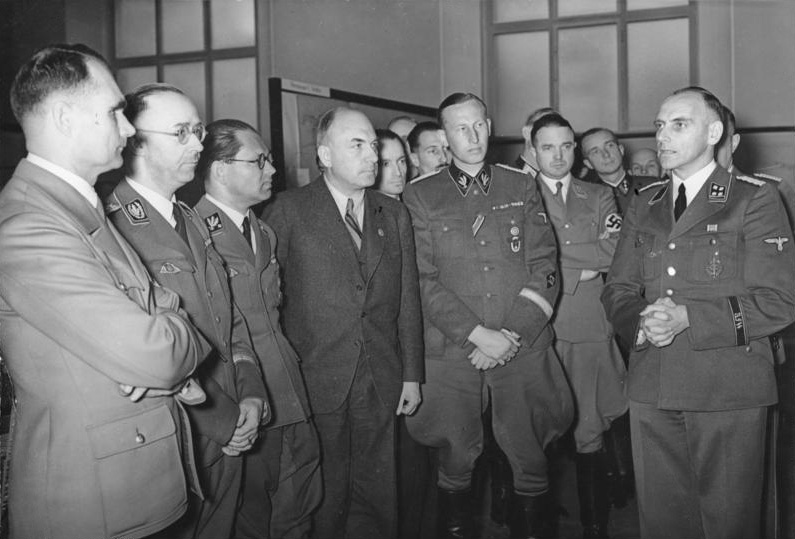
V.l.n.r. Rudolf Hess, Heinrich Himmler en Reinhard Heydrich tijdens de tentoonstelling van Generalplan Ost, 20 maart 1941
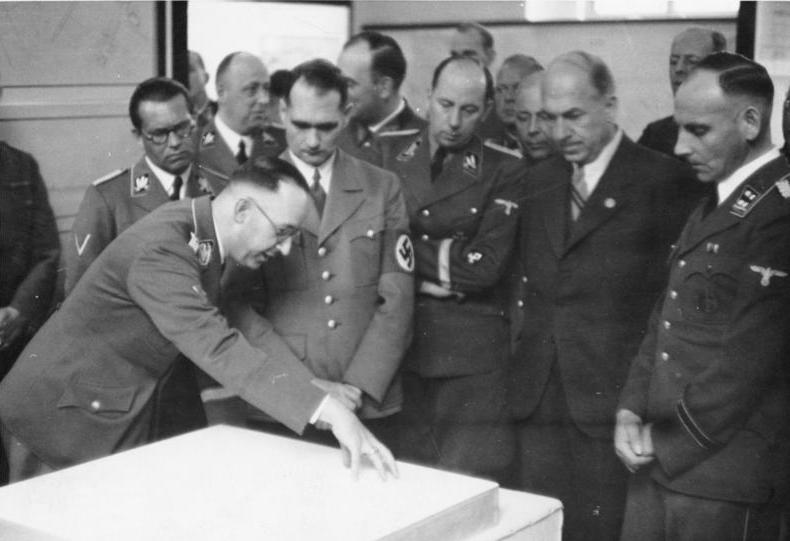
Tentoonstelling van Generalplan Ost, "planning en opbouw van het oosten".
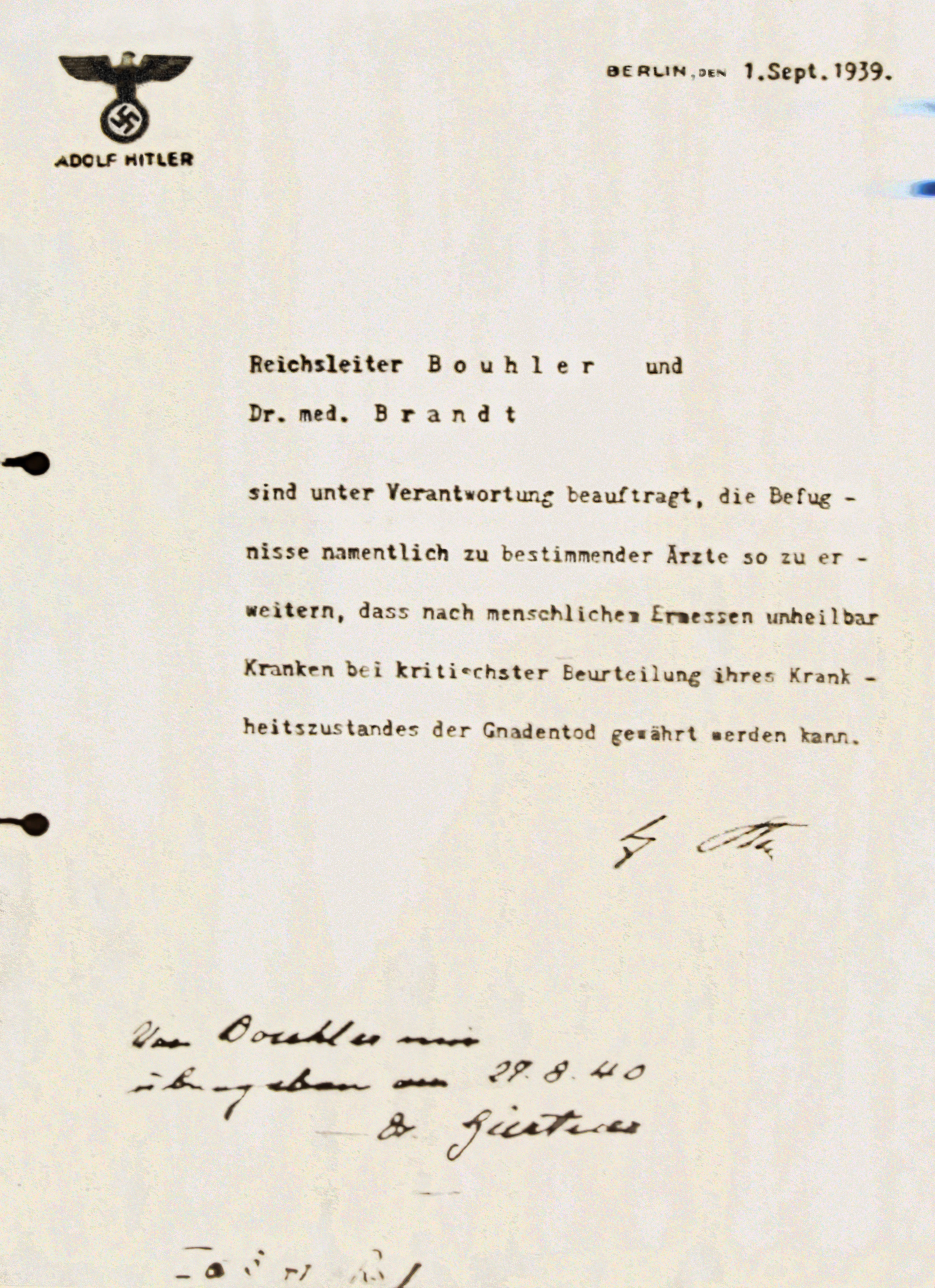
Decreet van Hitler, ten aanzien van Aktion T4, gedateerd van 1 september 1939.